# William Crotch
William Crotch (5 de Julho, 1775 – 29 de Dezembro, 1847) foi um compositor, organista e artista inglês.